# Interjection
« Euh » redirige ici. Pour la série belge, voir Euh (web-série).
Une interjection est une catégorie de mot invariable, permettant au sujet parlant, l'énonciateur, d'exprimer une émotion spontanée (joie, colère, surprise, tristesse, admiration, douleur, etc.), d'adresser un message au destinataire (acquiescement, dénégation, salutation, ordre, etc.), ou encore de réaliser — approximativement — une image sonore d'un événement (cri d'animal, explosion, bruit quelconque, etc.)
L'interjection peut également consister en un syntagme ou en une phrase. Certains grammairiens la définissent parfois comme un mot-phrase, puisqu'à elle seule, elle équivaut à toute une phrase, de type exclamatif ou interrogatif.

## Les divers types d'interjections
- les interjections stricto sensu, littéralement « termes jetés entre deux éléments du discours », exutoires vocaux permettant la libération spontanée d'une émotion, jouent avec la tonalité des voyelles : Ah ! Eh ! Oh ! Ha ! Hé ! Hi ! hi ! Hue ! Ohé ! Holà ! Ouf ! La tonalité vocalique permet l'expression d'une gamme d'émotions. Ainsi « Ah » est une interjection expressive marquant un sentiment vif (plaisir, douleur, admiration, impatience…), parfois une interjection d'insistance et de renforcement : « Ah ! Que je souffre ! ». Un « Ah » de plaisir n'a pas la même tonalité qu'un « ah » de douleur. Doublée, l'interjection « ah » marque la surprise ou la perplexité: « Ah ! Ah ! » est redoublée : « Ah ! Ah ! Ah ! » sert à transcrire le rire. « Ha ! » donne plus de force à l'expression ou exprime la douleur, la surprise.

Ces petits mots appartiennent au discours direct et apportent leur coloration spontanée aux textes artificiellement agencés des écrivains, leur conférant l'apparence de la langue parlée.
Une interjection peut prendre la forme d'une onomatopée ; elle peut être aussi un mot emprunté, soit au français soit aux autres langues.
- Les onomatopées, qui, pour certains théoriciens, constituent en fait les seules vraies interjections, consistent en des imitations de bruits, de sons, de cris de diverses sources:
  - soit humaine tels : Aïe ! Ouille ! Atchoum ! Berk ! Blablabla ! Bof ! Brrr ! Glouglou ! Han ! Hem ! Hum ! Hop ! Hou ! Miam-miam ! Ouf ! Ouste ! Peuh ! Pouah ! Pouih ! Patati Patata ! Prout ! Psitt ! Scrogneugneu ! Sniff ! Zou !
  - soit animale tels : cocorico, coin-coin, coucou, cui-cui, hi-han, meuh, miaou, ouaf-ouaf, ouh-ouh, bêêêh…
  - soit naturelle tels : Badaboum ! Bang ! Boum ! Clac ! Crac ! Flic flac ! Flop ! Patatras ! Plouf ! Paf ! Vlan ! Hop !
  - soit liées aux artéfacts tels : Clic-clac ! Couac ! Flonflon ! Pin-pon ! Tic-tac ! Toc-toc ! Tut-tut ! Vroum-vroum !…

- Une autre catégorie d'interjections est constituée par un certain nombre d'emprunts. Elles sont parfois appelées fausses interjections.
  - Quand l'emprunt est effectué à partir du français, on a affaire à un changement de catégorie et on parle de dérivation impropre : Bon ! Bonjour ! Bravo ! Adieu ! Ça alors ! Chiche ! Courage ! Debout ! En avant ! Hardi ! Hourra ! Malheur ! Au secours ! Merci ! Mince ! Mon Dieu ! Non ! Olé ! Pardi ! Saperlipopette ! Si ! Zut ! Hélas ! Oyez ! Chut !
  - Au contraire, quand l'emprunt est effectué à partir d'une langue étrangère, on parle d'emprunt lexical : Ciao ! Bye bye ! Go ! Help ! Stop ! OK ! Ouech ! Peace !

## Interjection et syntaxe
L'interjection est la plus archaïque des catégories de mots. Elle est indépendante des mots qui précèdent ou qui suivent : ne se rattachant jamais, ni directement ni indirectement, au couple constitué par le verbe et le sujet, elle doit être considérée comme étant hors syntaxe. En effet, se suffisant à elle seule, elle ne complète rien (étymologiquement, interjection signifie jeté au milieu).
- En revanche, lorsqu'elle consiste en une dérivation impropre (un emprunt aux autres espèces : nom, pronom, verbe, adjectif ou adverbe), une interjection peut alors avoir des satellites (on dit aussi des compléments). Par exemple :

Temps de cochon !
Le nom commun « cochon » est complément du nom « temps », employé comme une interjection.
Purée de nous autres !
Le groupe nominal « de nous autres » (composé d'une préposition, d'un pronom personnel et d'un adjectif indéfini) a pour fonction : complément de l'interjection (c'est-à-dire, complément du nom) « purée ».
- On remarquera par ailleurs, que l'apostrophe (le fait de nommer la personne à qui s'adresse le discours) et la phrase nominale (ou phrase averbale, phrase privée de verbe) s'apparentent aux interjections :

Jean, nous avons un problème ! Pas de panique !
Le nom propre « Jean » est une apostrophe. La phrase « Pas de panique ! » est une phrase nominale, qui peut également être analysée comme une interjection.

## Interjections et origine du langage
Plusieurs groupes de théories anciennes ont placé les interjections et onomatopées à l'origine du langage:
- les théories peuh-peuh plaçant à l'origine de la langue primitive des interjections émotionnelles exprimant par le son une humeur ou un sentiment. Cette théorie a été proposée tout d'abord par Condillac dans son Essai sur l’origine des connaissances humaines (1746);[réf. nécessaire]
- les théories ouah-ouah plaçant des onomatopées imitant les sons naturels à l'origine du langage. C'est la position de Leibniz, en particulier dans Nouveaux essais sur l'entendement humain (1765) ainsi que celle de Charles Nodier exposée dans son Dictionnaire raisonné des onomatopées françaises (1808).[réf. nécessaire]
- les théories la-la plaçant le babil enfantin, puis le chant à l'origine du langage. Cette théorie fut élaborée pour la première variante par Ivan Fonagy et pour la seconde par Otto Jespersen en 1884;[réf. nécessaire]
- les théories ho-hisse plaçant les onomatopées issues du travail collectif à la base du langage, à la suite des travaux du russe Nicolas Marr.[réf. nécessaire]

Ces théories sont principalement rejetées car si certaines expliquent l'étymologie de quelques mots, aucune n'explique l'apparition de la syntaxe.[réf. nécessaire]

### Grammaire et linguistique
- Liste des notions utilisées en linguistique
- Grammaire
- Syntaxe
- Nature (grammaire)
- Analyse morphosyntaxique
- Fonction syntaxique